# 清水敏男 (美術評論家)
清水 敏男（しみず としお、1953年 - ）は、日本の美術評論家。学習院女子大学教授、美術評論家連盟常任委員（2012年-2015年）、財団法人徳間記念アニメーション文化財団評議員、東京都現代美術館美術資料収蔵委員会委員、日仏美術学会会員、美術史学会会員、国際博物館会議会員、エンジン01文化戦略会議会員。
東京都大田区生まれ。東京都庭園美術館キュレーター、水戸芸術館現代美術センター芸術監督を経て、2002年TOSHIO SHIMIZU ART OFFICEを設立。近年は展覧会やアートイベントの開催、パブリックアートのプロデュースを中心に活動している。

## 年表
- 1977年 ： 旧・東京都立大学人文学部文学科卒業[5]。
- 1983年 ： ルーブル美術館大学修士課程修了[5]。
- 1985年 ： 東京都庭園美術館キュレーター[5]。
- 1991年 ： 水戸芸術館現代美術センター芸術監督[5]。
- 1997年 ： 独立[6]。清水敏男インデペンデントキュレーター事務所主宰[要出典]。
- 1998年 ： 東京造形大学非常勤講師。明治学院大学非常勤講師。[要出典]
- 2000年 ： 上海ビエンナーレコミッショナー[1]。
- 2002年 ： TOSHIO SHIMIZU ART OFFICEを設立[1]。
- 2004年 - 現在 ： 学習院女子大学教授（現代美術史、アートマネージメント・博物館学）
- 2016年 ： フランス芸術文化勲章シュヴァリエを受章[7]

## 監修したパブリックアート
- 東京ミッドタウン[8]
- 名古屋ルーセントタワー
- 大手町ファイナンシャルシティ
- 横浜三井ビルディング
- 豊洲フロント
- モード学園スパイラルタワーズ
- ミューザ川崎
- ウェスティンホテル仙台
- さんぽーと港南
- 杭州大運河ビジネスエリア
- いわて県民情報交流センター アイーナ

## 主な展覧会
- 「レオナール・フジタ」（1988年、東京都庭園美術館）
- 「クリストとジャンヌ＝クロード　アンブレラ・プロジェクト」（1991年、水戸芸術館）
- 「ジャン＝ピエール・レイノー」（1992年、水戸芸術館）
- 「ロバート・メイプルソープ」（1992年、水戸芸術館、東京都庭園美術館、名古屋市美術館、神奈川県立近代美術館、滋賀県立近代美術館）
- 「ジェニー・ホルツァー」（1994年、水戸芸術館、三菱地所アルティアム(福岡)）
- 「ジョン・ケージ」（1994年、水戸芸術館）
- 「ジェームズ・タレル」（1995年、水戸芸術館）
- 「ダニエル・ビュレンヌ」（1996年、水戸芸術館）
- 「アフリカ／アフリカ」（1998年、東武美術館(東京)）
- 「パリのインスピレーション」（1999年、東急Bunkamuraギャラリー(東京)）
- 「立川国際芸術祭」芸術監督（1999年）
- 「上海ビエンナーレ」コミッショナー（2000年、上海美術館）
- 「鴻池朋子『ギ・ガ』」（2002年、fujikawa gallery/next, 大阪）
- 「ロバート・メイプルソープ」（2002年、札幌芸術の森美術館他）
- 「マシュー・バーニー『クレマスター』フィルム・サイクル」（2002年、シネマライズ、東京都写真美術館他）
- 「第20回国民文化祭・ふくい2005　高橋匡太ライトアート「夢のたね」プロジェクト」
- 「二つの山-畠山直哉 バルタザール・ブルクハルト-」（2006年、東京アートミュージアム）
- 「多摩川アートラインプロジェクト」アートディレクター（2007年 - ）
- 「フロリアン・クラール　フライング・ダッチマン・プロジェクト '08」
- 「オノ・ヨーコ BELL OF PEACE 平和の鐘」（2009年、学習院女子大学）
- 「夢のあるくらし—金門玉堂」（上海万国博覧会 [2010年日本産業館トステムブース）

## 執筆・監修
- 共同編集委員『藤田嗣治画集』講談社、2002年
- 執筆・監修『Tokyo Midtown Art + Design 東京ミッドタウンのアートとデザイン』東京書籍、2007年。（中国語訳）大連理工大学出版
- 執筆『街とアートの挑戦。多摩川アートライン第一期の記録』東京書籍、2010年
- 編著『クリエイティヴ・ミュージアムの提案』東京書籍、2016年
- 『藤田嗣治作品集』東京美術、2018年
- 『藤田嗣治　パリを歩く』東京書籍、2021年

## 翻訳
- ラモン・ティオ・ベリド『カンディンスキー　岩波 世界の巨匠』岩波書店、1993年
- ローランス デベック・ミシェル『ホッパー　岩波 世界の巨匠』岩波書店、1994年
- ピエール・デュリユー『モディリアニ　岩波 世界の巨匠』岩波書店、1996年